# Ipomoea incerta
Ipomoea incerta är en vindeväxtart som först beskrevs av Nathaniel Lord Britton, och fick sitt nu gällande namn av Urban. Ipomoea incerta ingår i släktet praktvindor, och familjen vindeväxter. Inga underarter finns listade i Catalogue of Life.